# 阿克賽區

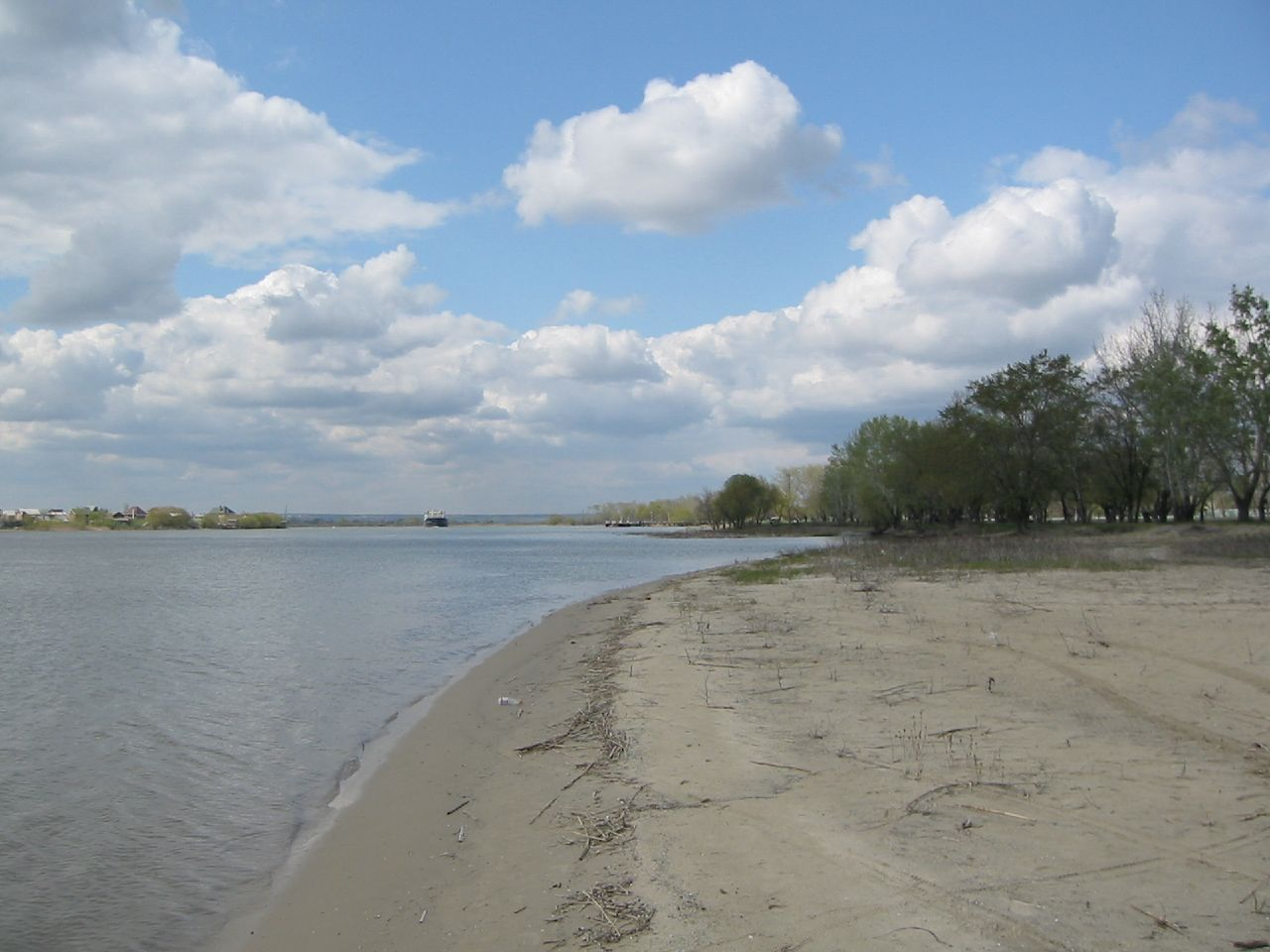

47°16′N 39°52′E / 47.267°N 39.867°E
阿克賽區（俄语：Аксайский район），是俄羅斯的一個區，位於該國西南部，由羅斯托夫州負責管轄，面積1,162平方公里，2010年人口102,369，人口密度每平方公里88.1人。